# Хари Манфредини
Хари Манфредини (енгл. Harry Manfredini, рођен 25. августа 1943, у Чикагу) амерички је композитор филмске музике и џез солиста. Компоновао је музику за више од 100 филмова, а најпознатији је по музици за серијал хорор филмова Петак тринаести. У интервјуу за руског новинара, Тонија Вилготског, Манфредини је изјавио да су на његов рад највише утицаја имали Ђакомо Пучини, Игор Стравински и Морис Равел. Многи Манфрединијев стил пореде са стилом Бернарда Хермана који се прославио сарадњом са Алфредом Хичкоком.

## Филмографија
- Алиса с оне стране огледала (1976)
- Ево тигрова (1978)
- Петак тринаести (1980)
- Деца (1980)
- Петак тринаести 2 (1981)
- Чудовиште из мочваре (1982)
- Петак тринаести 3 (1982)
- Пролећни распуст (1983)
- Петак тринаести 4: Последње поглавље (1984)
- Брда имају очи 2 (1985)
- Петак тринаести 5: Нови почетак (1985)
- Кућа (1985)
- Петак тринаести 6: Џејсон живи (1986)
- Покољ у школи (1986)
- Кућа 2: Друга прича (1987)
- Петак тринаести 7: Нова крв (1988)
- Камеронов ормар (1988)
- Подводна звезда шест (1989)
- Хорор шоу (1989)
- Кућа 4 (1992)
- Петак тринаести 9: Џејсон иде у пакао (1993)
- Љубави! (1993)
- Господар жеља (1997)
- Шифра омега (1999)
- Петак тринаести 10: Џејсон икс (2001)
- Вукови са Вол стрита (2002)
- Прича о Ани Никол Смит (2007)
- Кућа Ашерових (2008)
- Госпођа Вашингтон постаје Смит (2009)
- Снежана: Смртоносно лето (2012)
- Мачка која говори (2013)
- Језеро Ири (2016)
- Петак тринаести (видео игра) (2017)
- Шанса у свету (2018)